# Derecho

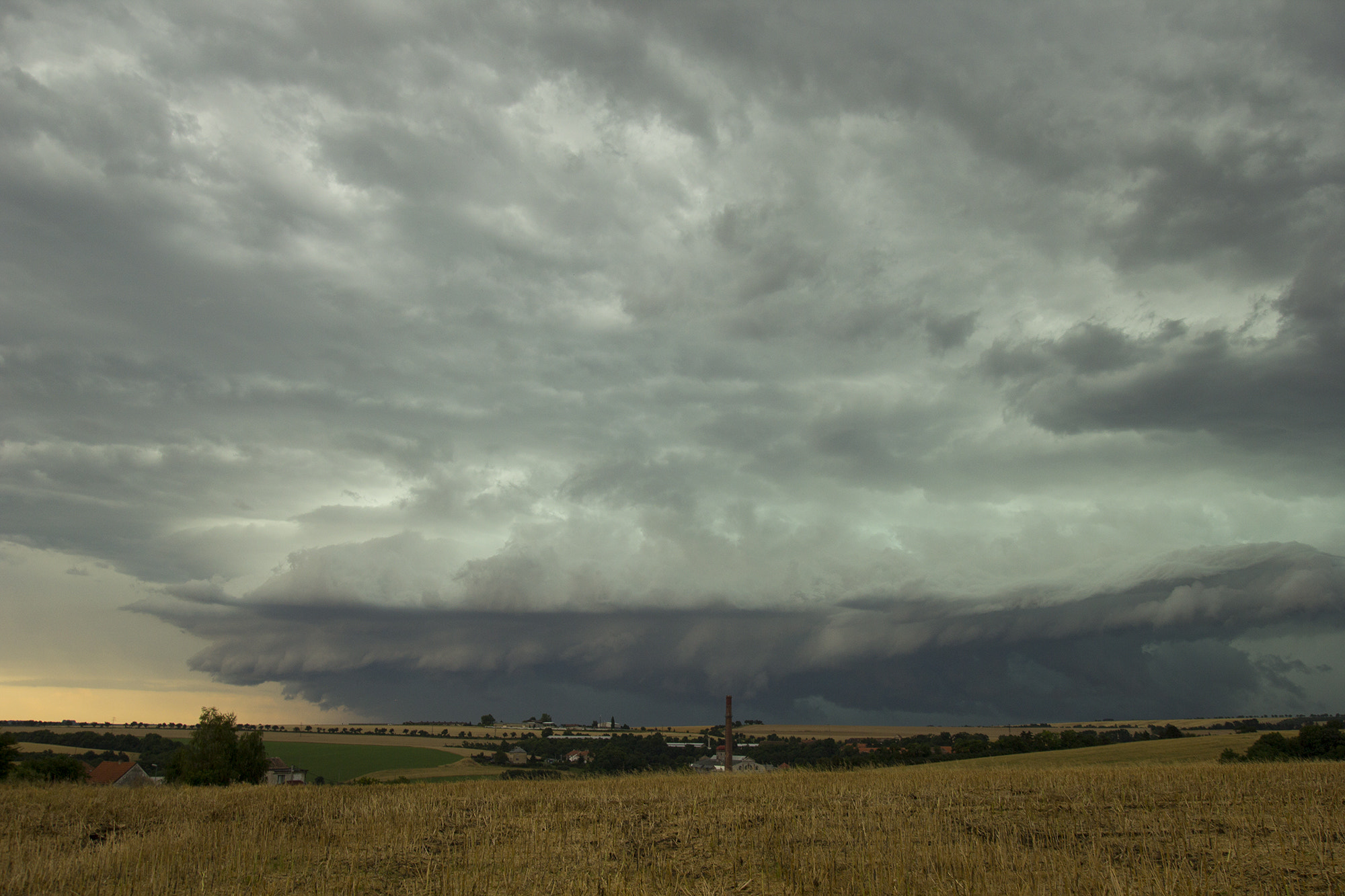
Derecho 4. srpna 2013 u Slaného

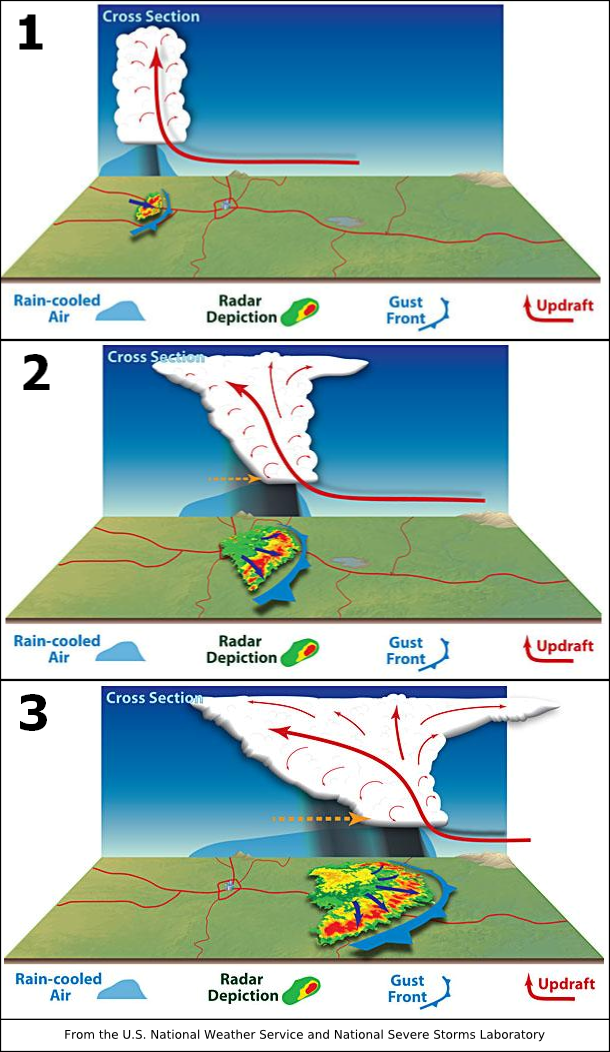
Vývoj derecha

Derecho [dɛrɛt͡ʃɔ]IPA (ze španělského derecho, /deˈɾetʃo/ – přímý) je rozlehlý, dlouhotrvající projev bouřkového systému, při kterém vane silný vítr v přímém směru. Často bývá velmi ničivý, dosahuje až síly vichřice. Zasahuje území o délce stovek kilometrů.
Obvykle se vyskytuje v Severní Americe, ale ani výskyty v Evropě včetně Česka nejsou výjimečné.
Velmi silné derecho zasáhlo 11. srpna 2017 severovýchodní Čechy a následně i velkou část Polska. Napáchalo obrovské škody včetně rozsáhlých polomů a zabilo pět lidí. Velmi citelně zasáhlo obce Bohuslavice, Mezilečí, Hořičky, Brzice, Libňatov a jiné.